# Michael Eberhard Prehn (der Ältere)
Michael Eberhard Prehn, genannt der Ältere (* 3. September 1717 in Rostock; † 31. August 1787 ebenda) war ein deutscher Kaufmann, Ratsherr und Gutsbesitzer.

## Leben
Michael Eberhard Prehn war der Sohn des Seidenhändlers und Rostocker Ratsherrn Wilhelm Prehn (1686–1751) und dessen Frau Anna Catharina, geb. Niemann († 1739). Wilhelm Prehn, in Greifswald geboren und aufgewachsen, hatte 1716 die Alleinerbin des Niemannschen Geschäfts geheiratet.
Prehn war wie sein Vater als Kaufmann in Rostock tätig und Ratsherr der Stadt. In den 1780er Jahren gab er seine Kaufmannstätigkeit und das Amt des Ratsherrn auf und widmete sich als Erbherr auf Hohen Schwarfs, Berendshagen mit Dolglas, Pustohl und Klein Gischow nur noch seinen Gütern.
Michael Eberhard Prehn war verheiratet mit Sophia Theresia, geb. Lange (1727–1797), Tochter des Rostocker Kaufmanns und Ratsverwandten Johann Jakob Lange. Der Ehe entstammten die Kinder:
- Wilhelm Prehn (1745–1816), Kaufmann in Rostock
- Johann Jacob Prehn (1746–1802), Prof. Dr. iur., Verwaltungsjurist und Hochschullehrer
- Michael Eberhard Prehn (1747–1818), Dr. iur., Verwaltungsjurist, Senator und Bürgermeister
- Dorothea Sophie Prehn (1749–1750)
- Theresia Sophia Prehn (* 1750)